# Liga Europa da UEFA de 2015–16
A Liga Europa da UEFA de 2015-16 foi a 45° edição do torneio e a 7° com este formato e nome (anteriormente era chamada de Taça UEFA).
A final do torneio foi disputada no St. Jakob-Park, na Suíça.

## Alterações no formato
No Comitê Executivo da UEFA, realizado em maio e setembro de 2013, foram aprovadas as seguintes alterações para a Liga Europa da UEFA, a partir da temporada de 2015-16 (para o ciclo de três anos até a temporada 2017-18):
- O Campeão do torneio qualifica-se para a Liga dos Campeões da UEFA da temporada subsequente (na Fase de Grupos ou, se o Campeão Europeu não se qualificar através da sua posição na Liga nacional, no Play-off).[2]

- Todas as associações terão um máximo de três clubes a participar na Liga Europa; anteriormente as associações do 7º ao 9º lugar da classificação tinham cada uma quatro participantes.

- O número de clubes que se qualificam diretamente para a Fase de Grupos aumentou para 16 (das 12 melhores associações); anteriormente eram 6 clubes (a partir dos 6 principais associações) a qualificarem-se diretamente para a Fase de Grupos.

## Ranking das associações
Um total de 195 equipes de todas as 54 federações filiadas na UEFA são esperados para participar da Liga Europa da UEFA 2015-2016. O ranking da associação tem como base os coeficientes de países da UEFA e é usado para determinar o número de equipes participantes para cada associação (de 2009-2010 a 2013-14):
- Associações 1-51 (exceto Liechtenstein): três times se classificam.
- Associações 52-53: duas equipes se classificam.
- Liechtenstein e Gibraltar cada um tem uma equipe a se classificar (Liechtenstein organiza apenas uma taça nacional, e não liga; Gibraltar por decisão do Comitê Executivo da UEFA).
- As três primeiras associações do Ranking de "Fair Play" da UEFA de 2013–14 ficam cada com uma vaga adicional.
- Além disso, 33 equipes eliminadas da UEFA Champions League 2015-2016 são transferidas para a Liga Europa.

Ordem dos clubes e o total de pontos a partir do coeficiente da UEFA:
| Pos. | Associação      | Coef.  | Times |
| ---- | --------------- | ------ | ----- |
| 1    | Espanha         | 97.713 | 3     |
| 2    | Inglaterra      | 84.748 | 3     |
| 3    | Alemanha        | 81.641 | 3     |
| 4    | Itália          | 66.938 | 3     |
| 5    | Portugal        | 62.299 | 3     |
| 6    | França          | 56.500 | 3     |
| 7    | Rússia          | 46.998 | 3     |
| 8    | Países Baixos   | 44.312 | 3     |
| 9    | Ucrânia         | 40.966 | 3     |
| 10   | Bélgica         | 36.300 | 3     |
| 11   | Turquia         | 34.200 | 3     |
| 12   | Grécia          | 33.600 | 3     |
| 13   | Suíça           | 33.225 | 3     |
| 14   | Áustria         | 30.925 | 3     |
| 15   | República Checa | 29.350 | 3     |
| 16   | Romênia         | 27.257 | 3     |
| 17   | Israel          | 26.875 | 3     |
| 18   | Chipre          | 23.250 | 3     |

| Pos. | Associação           | Coef.  | Times |
| ---- | -------------------- | ------ | ----- |
| 19   | Dinamarca            | 21.300 | 3     |
| 20   | Croácia              | 19.625 | 3     |
| 21   | Polônia              | 18.875 | 3     |
| 22   | Bielorrússia         | 18.625 | 3     |
| 23   | Escócia              | 16.566 | 3     |
| 24   | Suécia               | 16.325 | 3     |
| 25   | Bulgária             | 15.625 | 3     |
| 26   | Noruega              | 14.275 | 3     |
| 27   | Sérvia               | 14.125 | 3     |
| 28   | Hungria              | 11.625 | 3     |
| 29   | Eslovênia            | 11.000 | 3     |
| 30   | Eslováquia           | 11.000 | 3     |
| 31   | Moldávia             | 10.375 | 3     |
| 32   | Azerbaijão           | 10.375 | 3     |
| 33   | Geórgia              | 9.875  | 3     |
| 34   | Cazaquistão          | 8.250  | 3     |
| 35   | Bósnia e Herzegovina | 7.500  | 3     |
| 36   | Finlândia            | 7.175  | 3     |

| Pos. | Associação       | Coef. | Times |
| ---- | ---------------- | ----- | ----- |
| 37   | Islândia         | 6.750 | 3     |
| 38   | Letônia          | 6.250 | 3     |
| 39   | Montenegro       | 6.000 | 3     |
| 40   | Albânia          | 5.500 | 3     |
| 41   | Lituânia         | 5.250 | 3     |
| 42   | Macedônia        | 5.250 | 3     |
| 43   | Irlanda          | 5.125 | 3     |
| 44   | Luxemburgo       | 4.875 | 3     |
| 45   | Malta            | 4.833 | 3     |
| 46   | Liechtenstein    | 4.500 | 1     |
| 47   | Irlanda do Norte | 3.625 | 3     |
| 48   | País de Gales    | 3.000 | 3     |
| 49   | Armênia          | 2.875 | 3     |
| 50   | Estônia          | 2.875 | 3     |
| 51   | Ilhas Faroé      | 2.125 | 3     |
| 52   | San Marino       | 0.999 | 2     |
| 53   | Andorra          | 0.833 | 2     |
| 54   | Gibraltar        | 0.000 | 1     |

## Distribuição das vagas
|                                 | Times entrando nesta rodada | Times avançando para próxima fase                                              | Times transferidos da Liga dos Campeões da UEFA de 2015–16                    |
| ------------------------------- | --- | ------------------------------------------------------------------------------ | ----------------------------------------------------------------------------- |
| Primeira Preliminar (104 times) | - 31 Campeões da Copa Nacional das associações 24–54 - 35 Vice-Campeões da Liga Nacional das associações 18–53 (exceto Liechtenstein) - 35 Terceiros Colocados da Liga Nacional das associações 16–51 (exceto Liechtenstein) - 3 times classificados pelo Ranking do Fair Play                                                                                                |                                                                                |                                                                               |
| Segunda Preliminar (66 times)   | - 6 Campeões da Copa Nacional das associações 18-23 - 2 Vice-Campeões da Liga Nacional das associações 16–17 - 6 Terceiros Colocados da Liga Nacional das associações 10–15 | - 52 ganhadores da Primeira Preliminar                                         |                                                                               |
| Terceira Preliminar (58 times)  | - 5 Campeões da Copa Nacional das associações 13-17 - 9 Terceiros Colocados da Liga Nacional das associações 7–15 - 5 Quartos Colocados da Liga Nacional das associações 5–9 - 3 Quintos Colocados da Liga Nacional das associações 4–6 (Campeão da Taça da Liga da França) - 3 Sextos Colocados da Liga Nacional das associações 1–3 (Campeão da Taça da Liga da Inglaterra) | - 33 ganhadores da Segunda Preliminar                                          |                                                                               |
| Rodada de Play-off (44 times)   | - 29 ganhadores da Terceira Preliminar | - 15 perdedores da Terceira Preliminar da Liga dos Campeões da UEFA de 2015–16 |                                                                               |
| Fase de Grupos (48 times)       | - 12 Campeões da Copa Nacional das associações 1-12 - 4° colocado da Liga da associação 4 - Equipes 3 do campeonato nacional (quinto colocado) das associações 1-3 | - 22 ganhadores da Rodada de Play-off                                          | - 10 perdedores da Rodada de Play-off da Liga dos Campeões da UEFA de 2015–16 |
| Fase de Mata-Mata (32 times)    | | - 12 Primeiros Colocados dos Grupos - 12 Segundos Colocados dos Grupos         | - 8 Terceiros Colocados dos Grupos da Liga dos Campeões da UEFA de 2015–16    |

## Calendário
Datas divulgadas pela UEFA: 
| Fase           | Rodada                    | Data do Sorteio               | Partida de Ida                                      | Partida de Volta                                    |
| -------------- | ------------------------- | ----------------------------- | --------------------------------------------------- | --------------------------------------------------- |
| Qualificação   | Primeira Pré-eliminatória | 22 de Junho de 2015           | 2 de Julho de 2015                                  | 9 de Julho de 2015                                  |
| Qualificação   | Segunda Pré-eliminatória  | 22 de Junho de 2015           | 16 de Julho de 2015                                 | 23 de Julho de 2015                                 |
| Qualificação   | Terceira Pré-eliminatória | 17 de Julho de 2015           | 30 de Julho de 2015                                 | 6 de Agosto de 2015                                 |
| Play-off       | Fase de Play-off          | 7 de Agosto de 2015           | 20 de Agosto de 2015                                | 26 de Agosto de 2015                                |
| Fase de Grupos | Primeira Rodada           | 28 de Agosto de 2015 (Mônaco) | 17 de Setembro de 2015                              | 17 de Setembro de 2015                              |
| Fase de Grupos | Segunda Rodada            | 28 de Agosto de 2015 (Mônaco) | 1 de Outubro de 2015                                | 1 de Outubro de 2015                                |
| Fase de Grupos | Terceira Rodada           | 28 de Agosto de 2015 (Mônaco) | 22 de Outubro de 2015                               | 22 de Outubro de 2015                               |
| Fase de Grupos | Quarta Rodada             | 28 de Agosto de 2015 (Mônaco) | 5 de Novembro de 2015                               | 5 de Novembro de 2015                               |
| Fase de Grupos | Quinta Rodada             | 28 de Agosto de 2015 (Mônaco) | 26 de Novembro de 2015                              | 26 de Novembro de 2015                              |
| Fase de Grupos | Sexta Rodada              | 28 de Agosto de 2015 (Mônaco) | 10 de Dezembro de 2015                              | 10 de Dezembro de 2015                              |
| Fase Final     | Dezesseis Ávos            | 14 de Dezembro de 2015        | 16 e 18 de Fevereiro de 2016                        | 24 e 25 de Fevereiro de 2016                        |
| Fase Final     | Oitavas de Final          | 14 de Dezembro de 2015        | 10 de Março de 2016                                 | 17 de Março de 2016                                 |
| Fase Final     | Quartas de Final          | 18 de Março de 2016           | 7 de Abril de 2016                                  | 14 de Abril de 2016                                 |
| Fase Final     | Semi-finais               | 15 de Abril de 2016           | 28 de abril de 2016                                 | 5 de Maio de 2016                                   |
| Fase Final     | Final                     | 15 de Abril de 2016           | 18 de Maio de 2016 no St. Jakob-Park, Basel, Suíça. | 18 de Maio de 2016 no St. Jakob-Park, Basel, Suíça. |

Os jogos referentes à qualificação, play-off, e eliminatórias também podem serem jogados em terças ou quartas-feiras, em vez de quintas-feiras devido a conflitos de agenda.

## Eliminatórias

### Primeira pré-eliminatória
Nas fases de qualificação e a rodada play-off, as equipes são divididas com base em seus 2.015 coeficientes da UEFA. As equipes do mesmo país não podem ser tiradas uns contra os outros nesta fase da competição.
| Equipe 1                     | Total        | Equipe 2               | 1.º jogo | 2.º jogo  |
| ---------------------------- | ------------ | ---------------------- | -------- | --------- |
| Víkingur                     | 2–3          | Koper                  | 0–1      | 2–2       |
| Sheriff Tiraspol             | 0–3          | Odd                    | 0–3      | 0–0       |
| Kukësi                       | 2–0          | Torpedo-BelAZ Zhodino  | 2–0      | 0–0       |
| Alashkert                    | 2–2 (g.f)    | St. Johnstone          | 1–0      | 1–2       |
| Jelgava                      | 3–3 (g.f)    | Litex Lovech           | 1–1      | 2–2       |
| Newtown                      | 4–2          | Valletta               | 2–1      | 2–1       |
| Dinamo Tbilisi               | 2–3          | Qabala                 | 2–1      | 0–2       |
| Renova                       | 1–5          | Dacia Chișinău         | 0–1      | 1–4       |
| Olimpic                      | 1–1 (g.f)    | Spartak Trnava         | 1–1      | 0–0       |
| West Ham United              | 4–0[A]       | Lusitanos              | 3–0      | 1–0       |
| Glenavon                     | 1–5          | Shakhtyor Salihorsk    | 1–2      | 0–3       |
| Differdange 03               | 4–3          | Bala Town              | 3–1      | 1–2       |
| Shkëndija                    | 1–1 (g.f)    | Aberdeen               | 1–1      | 0–0       |
| Víkingur                     | 0–2          | Rosenborg              | 0–2      | 0–0       |
| SJK                          | 0–2          | FH                     | 0–1      | 0–1       |
| Linfield                     | 5–4[A]       | NSÍ                    | 2–0      | 3–4       |
| Brøndby                      | 11–0         | Juvenes/Dogana         | 9–0      | 2–0       |
| MTK                          | 1–3          | Vojvodina              | 0–0      | 1–3       |
| Skonto                       | 4–1          | St. Patrick’s Athletic | 2–1      | 2–0       |
| Lahti                        | 2–7          | Elfsborg               | 2–2      | 0–5       |
| Atlantas                     | 1–5          | Beroe Stara Zagora     | 0–2      | 1–3       |
| Debrecen                     | 3–2          | Sutjeska Nikšić        | 3–0      | 0–2       |
| Ordabasy                     | 1–2          | Beitar Jerusalem       | 0–0      | 1–2       |
| Balzan                       | 0–3          | Željezničar            | 0–2      | 0–1       |
| Sillamäe Kalev               | 3–7          | Hajduk Split           | 1–1      | 2–6       |
| Budućnost Podgorica          | 1–3[A]       | Spartaks Jūrmala       | 1–3      | 0–0       |
| Estrela Vermelha             | 1–4          | Kairat                 | 0–2      | 1–2       |
| Flora Tallinn                | 1–2          | Rabotnički             | 1–0      | 0–2       |
| Sant Julià                   | 0–4          | Randers                | 0–1      | 0–3       |
| Saxan                        | 0–4          | Apollon Limassol       | 0–2      | 0–2       |
| Progrès Niedercorn           | 0–3          | Shamrock Rovers        | 0–0      | 0–3       |
| Aktobe                       | 0–1          | Nõmme Kalju            | 0–1      | 0–0       |
| Dinamo Batumi                | 1–2          | Omonia                 | 1–0      | 0–2       |
| Kruoja Pakruojis             | 0–9          | Jagiellonia Białystok  | 0–1      | 0–8       |
| Shirak                       | 3–2          | Zrinjski Mostar        | 2–0      | 1–2       |
| Cork City                    | 2–3          | KR                     | 1–1      | 1–2 (pro) |
| Go Ahead Eagles              | 2–5          | Ferencváros            | 1–1      | 1–4       |
| Trakai                       | 7–1          | HB                     | 3–0      | 4–1       |
| Laçi                         | 1–1 (g.f)    | Inter Baku             | 1–1      | 0–0       |
| VPS                          | 2–6          | AIK                    | 2–2      | 0–4       |
| UCD                          | 2–2 (g.f)    | F91 Dudelange          | 1–0      | 1–2       |
| Domžale                      | 0–1          | Čukarički              | 0–1      | 0–0       |
| Glentoran                    | 1–7          | Žilina                 | 1–4      | 0–3       |
| Strømsgodset                 | 4–1[A]       | Partizani Tirana       | 3–1      | 1–0       |
| Neftçi Baku                  | 3–3 (g.f)[A] | Mladost Podgorica      | 2–2      | 1–1       |
| Celje                        | 1–4          | Śląsk Wrocław          | 0–1      | 1–3       |
| La Fiorita                   | 1–10         | Vaduz                  | 0–5      | 1–5       |
| Birkirkara                   | 3–1          | Ulisses                | 0–0      | 3–1       |
| Airbus UK Broughton          | 3–5          | Lokomotiva             | 1–3      | 2–2       |
| Botoșani                     | 4–2          | Spartaki Tskhinvali    | 1–1      | 3–1       |
| College Europa Football Club | 0–9          | Slovan Bratislava      | 0–6      | 0–3       |

Notas
- A. ^  Ordem das partidas revertida após o sorteio.

### Segunda pré-eliminatória
A primeira partida será disputada no dia 16 de julho, e a segunda em 23 de Julho de 2015.
Um total de 66 equipes jogam na segunda pré-eliminatória: 14 equipes que entram nesta rodada, e os 52 vencedores da primeira pré-eliminatória.
| Equipe 1              | Total       | Equipe 2          | 1.º jogo | 2.º jogo  |
| --------------------- | ----------- | ----------------- | -------- | --------- |
| Kukësi                | 4–3         | Mladost Podgorica | 0–1      | 4–2       |
| Lokomotiva            | 2–7         | PAOK              | 2–1      | 0–6       |
| Slovan Bratislava     | 6–1         | UCD               | 1–0      | 5–1       |
| Ferencváros           | 0–3         | Željezničar       | 0–1      | 0–2       |
| Vaduz                 | 5–1         | Nõmme Kalju       | 3–1      | 2–0       |
| Beroe Stara Zagora    | 0–1         | Brøndby           | 0–1      | 0–0       |
| KR                    | 0–4         | Rosenborg         | 0–1      | 0–3       |
| AIK                   | 4–0         | Shirak            | 2–0      | 2–0       |
| Légia Varsóvia        | 4–0         | Botoșani          | 1–0      | 3–0       |
| Dacia Chișinău        | 3–6         | Žilina            | 1–2      | 2–4       |
| Shamrock Rovers       | 1–4         | Odd               | 0–2      | 1–2       |
| Hapoel Be'er Sheva    | 2–3         | Thun              | 1–1      | 1–2       |
| Kairat                | 4–2         | Alashkert         | 3–0      | 1–2       |
| Vojvodina             | 4–1         | Spartaks Jūrmala  | 3–0      | 1–1       |
| Jagiellonia Białystok | 0–1         | Omonia            | 0–0      | 0–1       |
| Jelgava               | 1–2         | Rabotnički        | 1–0      | 0–2       |
| Čukarički             | 1–2         | Qabala            | 1–0      | 0–2       |
| Shakhtyor Salihorsk   | 0–3         | Wolfsberger AC    | 0–1      | 0–2       |
| Trabzonspor           | 3–1         | Differdange 03    | 1–0      | 2–1       |
| Charleroi             | 9–2         | Beitar Jerusalem  | 5–1      | 4–1       |
| Randers               | 0–1         | Elfsborg          | 0–0      | 0–1 (pro) |
| Mladá Boleslav        | 2–2 (g.f)   | Strømsgodset      | 1–2      | 1–0       |
| Cherno More Varna     | 1–5         | Dinamo Minsk      | 1–1      | 0–4       |
| Rijeka                | 2–5         | Aberdeen          | 0–3      | 2–2       |
| West Ham United       | 1–1 (5–3 p) | Birkirkara        | 1–0      | 0–1 (pro) |
| Apollon Limassol      | 4–0         | Trakai            | 4–0      | 0–0       |
| Koper                 | 4–6         | Hajduk Split      | 3–2      | 1–4       |
| FH                    | 3–4         | Inter Baku        | 1–2      | 2–2 (pro) |
| Inverness             | 0–1         | Astra Giurgiu     | 0–1      | 0–0       |
| Spartak Trnava        | 5–2         | Linfield          | 2–1      | 3–1       |
| Copenhague            | 5–1         | Newtown           | 2–0      | 3–1       |
| Śląsk Wrocław         | 0–2         | IFK Göteborg      | 0–0      | 0–2       |
| Skonto                | 4–11        | Debrecen          | 2–2      | 2–9       |

### Terceira pré-eliminatória
O sorteio para a terceira pré-eliminatória será realizado no dia 17 de julho de 2015. A primeira partida será disputada no dia 30 de julho, e a segunda em 6 de agosto de 2015.
Um total de 58 equipes jogam na terceira pré-eliminatória: 25 equipes que entram nesta rodada, e os 33 vencedores da segunda pré-eliminatória.
| Equipe 1          | Total     | Equipe 2             | 1.º jogo | 2.º jogo  |
| ----------------- | --------- | -------------------- | -------- | --------- |
| Zürich            | 1–2       | Dinamo Minsk         | 0–1      | 1–1 (pro) |
| Kairat            | 3–2       | Aberdeen             | 2–1      | 1–1       |
| Žilina            | 3–3 (g.f) | Vorskla Poltava      | 2–0      | 1–3 (pro) |
| AZ Alkmaar        | 4–1       | İstanbul Başakşehir  | 2–0      | 2–1       |
| Bordeaux          | 4–0       | AEK Larnaca          | 3–0      | 1–0       |
| PAOK              | 2–1       | Spartak Trnava       | 1–0      | 1–1       |
| Târgu Mureş       | 2–4       | Saint-Étienne        | 0–3      | 2–1       |
| Debrecen          | 3–6       | Rosenborg            | 2–3      | 1–3       |
| Jablonec          | 3–3 (g.f) | Copenhague           | 0–1      | 3–2       |
| Thun              | 2–2 (g.f) | Vaduz                | 0–0      | 2–2       |
| Belenenses        | 2–1       | IFK Göteborg         | 2–1      | 0–0       |
| Sampdoria         | 2–4       | Vojvodina            | 0–4      | 2–0       |
| Kukësi            | 0–4       | Légia Varsóvia       | 0–3[C]   | 0–1       |
| Charleroi         | 0–5       | Zorya Luhansk        | 0–2      | 0–3       |
| Sturm Graz        | 3–4       | Rubin Kazan          | 2–3      | 1–1       |
| Elfsborg          | 2–3       | Odd                  | 2–1      | 0–2       |
| Southampton       | 5–0       | Vitesse              | 3–0      | 2–0       |
| Slovan Liberec    | 5–1       | Ironi Kiryat Shmona  | 2–1      | 3–0       |
| Apollon Limassol  | 1–2[B]    | Qabala               | 1–1      | 0–1       |
| Wolfsberger AC    | 0–6       | Borussia Dortmund    | 0–1      | 0–5       |
| AIK               | 1–4       | Atromitos            | 1–3      | 0–1       |
| Standard de Liège | 3–1       | Željezničar          | 2–1      | 1–0       |
| West Ham United   | 3–4       | Astra Giurgiu        | 2–2      | 1–2       |
| Athletic Bilbao   | 2–0       | Inter Baku           | 2–0      | 0–0       |
| Rabotnički        | 2–1       | Trabzonspor          | 1–0      | 1–1 (pro) |
| Brøndby           | 2–2 (g.f) | Omonia               | 0–0      | 2–2       |
| Rheindorf Altach  | 6–2       | Vitória de Guimarães | 2–1      | 4–1       |
| Hajduk Split      | 4–0       | Strømsgodset         | 2–0      | 2–0       |
| Krasnodar         | 5–3       | Slovan Bratislava    | 2–0      | 3–3       |

Notas
- B. ^  Ordem das partidas revertida após o sorteio.
- C. ^  UEFA concedeu o Légia Varsóvia, com uma vitória por 3–0 contra o Kukësi, depois que o jogador do Légia Varsóvia, Ondrej Duda foi atingido na cabeça por uma pedra por um torcedor do Kukësi. A partida oficial foi interrompida aos 7 minutos do segundo tempo, quando estava 2–1 pro Légia Varsóvia[5][6]

## Rodada de play-off
O sorteio para a fase play-off será realizado em 7 de agosto de 2015. A primeira partida será disputada no dia 20 de agosto, e a segunda em 27 de agosto de 2015.
Um total de 44 equipes jogam no play-off rodada: os 29 vencedores da terceira pré-eliminatória, e mais 15 perdedores da UEFA Champions League 2015-2016.
| Equipe 1         | Total       | Equipe 2          | 1.º jogo | 2.º jogo |
| ---------------- | ----------- | ----------------- | -------- | -------- |
| Rheindorf Altach | 0–1         | Belenenses        | 0–1      | 0–0      |
| Žilina           | 3–3 (g.f)   | Athletic Bilbao   | 3–2      | 0–1      |
| Steaua București | 1–3         | Rosenborg         | 0–3      | 1–0      |
| Zorya Luhansk    | 2–4         | Légia Varsóvia    | 0–1      | 2–3      |
| Viktoria Plzeň   | 5–0         | Vojvodina         | 3–0      | 2–0      |
| Milsami Orhei    | 1–2         | Saint-Étienne     | 1–1      | 0–1      |
| Ajax             | 1–0         | Jablonec          | 1–0      | 0–0      |
| Young Boys       | 0–4         | Qarabağ           | 0–1      | 0–3      |
| Molde            | 3–3 (g.f)   | Standard de Liège | 2–0      | 1–3      |
| PAOK             | 6–1         | Brøndby           | 5–0      | 1–1      |
| Bordeaux         | 2–2 (g.f)   | Kairat            | 1–0      | 1–2      |
| Lech Poznań      | 4–0         | Videoton          | 3–0      | 1–0      |
| Dinamo Minsk     | 2–2 (3–2 p) | Red Bull Salzburg | 2–0      | 0–2      |
| Rabotnički       | 1–2         | Rubin Kazan       | 1–1      | 0–1      |
| Slovan Liberec   | 2–0         | Hajduk Split      | 1–0      | 1–0      |
| Atromitos        | 0–4         | Fenerbahçe        | 0–1      | 0–3      |
| Qabala           | 2–2 (g.f)   | Panathinaikos     | 0–0      | 2–2      |
| Southampton      | 1–2         | Midtjylland       | 1–1      | 0–1      |
| Astra Giurgiu    | 3–4         | AZ Alkmaar        | 3–2      | 0–2      |
| Odd              | 5–11        | Borussia Dortmund | 3–4      | 2–7      |
| Krasnodar        | 5–1         | HJK               | 5–1      | 0–0      |
| Sparta Praga     | 6–4         | Thun              | 3–1      | 3–3      |

## Fase de grupos
Em cada grupo, as equipes jogam entre si em casa e outro fora. Os jogos são de 17 de setembro, 01 de outubro, 22 de outubro, 05 de novembro, 26 de novembro e 10 de Dezembro de 2015. Os vencedores dos grupos e os segundos classificados antecipadamente para a fase de 16-avos, onde eles se juntarão os oito terceiros classificados da fase de grupos da UEFA Champions League 2015-2016.
Um total de 48 equipes jogam na fase de grupos: 16 equipes que entram nesta fase, os 22 vencedores da rodada play-off, e os 10 perdedores dos play-offs da UEFA Champions League 2015-2016.

### Sorteio
O sorteio para a fase de grupos será realizado em Mônaco em 28 de agosto de 2015. A 48 equipes estão distribuídas em quatro potes com base em seus coeficientes. Eles são distribuídos em doze grupos de quatro, com a restrição que as equipes do mesmo país não podem ser tiradas uns contra os outros.
| Pote 1              | Coef.   |
| ------------------- | ------- |
| Schalke 04          | 111.883 |
| Borussia Dortmund   | 99.883  |
| Basel               | 84.875  |
| Napoli              | 84.102  |
| Tottenham Hotspur   | 84.078  |
| Ajax                | 66.195  |
| Villarreal          | 58.999  |
| Rubin Kazan         | 57.099  |
| Athletic Bilbao     | 56.999  |
| Sporting            | 56.276  |
| Olympique Marseille | 55.483  |
| Dnipro              | 52.033  |

| Pote 2                 | Coef.  |
| ---------------------- | ------ |
| Braga                  | 51.776 |
| Fiorentina             | 49.102 |
| Società Sportiva Lazio | 49.102 |
| Anderlecht             | 47.440 |
| Liverpool              | 47.078 |
| AZ Alkmaar             | 46.695 |
| Viktoria Plzeň         | 41.825 |
| Club Brugge            | 41.440 |
| PAOK FC                | 40.880 |
| Celtic                 | 39.080 |
| Beşiktaş               | 36.520 |
| APOEL                  | 35.460 |

| Pote 3           | Coef.  |
| ---------------- | ------ |
| AS Monaco        | 31.483 |
| Sparta Praga     | 30.825 |
| Fenerbahçe       | 30.020 |
| Legia Warszawa   | 24.800 |
| Bordeaux         | 24.483 |
| Lokomotiv Moscou | 23.099 |
| Lech Poznań      | 17.300 |
| Saint-Étienne    | 16.983 |
| Slovan Liberec   | 16.325 |
| Augsburg         | 15.883 |
| Rapid Wien       | 15.635 |
| Krasnodar        | 15.099 |

| Pote 4           | Coef.  |
| ---------------- | ------ |
| Partizan         | 14.775 |
| Asteras Tripolis | 13.380 |
| Belenenses       | 12.276 |
| Rosenborg        | 11.875 |
| Qarabağ          | 11.500 |
| Molde            | 10.375 |
| Dinamo Minsk     | 9.650  |
| FC Groningen     | 8.695  |
| Sion             | 8.375  |
| Midtjylland      | 7.960  |
| Skënderbeu Korçë | 5.575  |
| Gabala FC        | 2.750  |

### Grupos
|  | Equipes classificadas para a fase final |
|  | Equipes eliminadas                      |

#### Grupo A
| Pos. | Equipe     | Pts | J | V | E | D | GP | GC | SG |
| ---- | ---------- | --- | - | - | - | - | -- | -- | -- |
| 1    | Molde      | 11  | 6 | 3 | 2 | 1 | 10 | 7  | +3 |
| 2    | Fenerbahçe | 9   | 6 | 2 | 3 | 1 | 7  | 6  | +1 |
| 3    | Ajax       | 7   | 6 | 1 | 4 | 1 | 6  | 6  | +0 |
| 4    | Celtic     | 3   | 6 | 0 | 3 | 3 | 8  | 12 | –4 |

|            | AJA | CEL | FER | MOL |
| ---------- | --- | --- | --- | --- |
| Ajax       | –   | 2–2 | 0–0 | 1–1 |
| Celtic     | 1–2 | –   | 2–2 | 1–2 |
| Fenerbahçe | 1–0 | 1–1 | –   | 1–3 |
| Molde      | 1–1 | 3–1 | 0–2 | –   |

#### Grupo B
| Pos. | Equipe      | Pts | J | V | E | D | GP | GC | SG |
| ---- | ----------- | --- | - | - | - | - | -- | -- | -- |
| 1    | Liverpool   | 10  | 6 | 2 | 4 | 0 | 6  | 4  | +2 |
| 2    | Sion        | 9   | 6 | 2 | 3 | 1 | 5  | 5  | +0 |
| 3    | Rubin Kazan | 6   | 6 | 1 | 3 | 2 | 6  | 6  | +0 |
| 4    | Bordeaux    | 4   | 6 | 0 | 4 | 2 | 5  | 7  | –2 |

|             | RUB | LIV | BOR | SIO |
| ----------- | --- | --- | --- | --- |
| Rubin Kazan | –   | 0–1 | 0–0 | 2–0 |
| Liverpool   | 1–1 | –   | 2–1 | 1–1 |
| Bordeaux    | 2–2 | 1–1 | –   | 0–1 |
| Sion        | 2–1 | 0–0 | 1–1 | –   |

#### Grupo C
| Pos. | Equipe            | Pts | J | V | E | D | GP | GC | SG  |
| ---- | ----------------- | --- | - | - | - | - | -- | -- | --- |
| 1    | Krasnodar         | 13  | 6 | 4 | 1 | 1 | 9  | 4  | +5  |
| 2    | Borussia Dortmund | 10  | 6 | 3 | 1 | 2 | 10 | 5  | +5  |
| 3    | PAOK              | 7   | 6 | 1 | 4 | 1 | 3  | 3  | +0  |
| 4    | Gabala            | 2   | 6 | 0 | 2 | 4 | 2  | 12 | –10 |

|                   | BDO | PAO | KRA | GAB |
| ----------------- | --- | --- | --- | --- |
| Borussia Dortmund | –   | 0–1 | 2–1 | 4–0 |
| PAOK              | 1–1 | –   | 0–0 | 0–0 |
| Krasnodar         | 1–0 | 2–1 | –   | 2–1 |
| Gabala            | 1–3 | 0–0 | 0–3 | –   |

#### Grupo D
| Pos. | Equipe         | Pts | J | V | E | D | GP | GC | SG  |
| ---- | -------------- | --- | - | - | - | - | -- | -- | --- |
| 1    | Napoli         | 18  | 6 | 6 | 0 | 0 | 22 | 3  | +19 |
| 2    | Midtjylland    | 7   | 6 | 2 | 1 | 3 | 6  | 12 | –6  |
| 3    | Brugge         | 5   | 6 | 1 | 2 | 3 | 4  | 11 | –7  |
| 4    | Légia Varsóvia | 4   | 6 | 1 | 1 | 4 | 4  | 10 | –6  |

|                | NAP | BRU | LEG | MID |
| -------------- | --- | --- | --- | --- |
| Napoli         | –   | 5–0 | 5–2 | 5–0 |
| Brugge         | 0–1 | –   | 1–0 | 1–3 |
| Légia Varsóvia | 0–2 | 1–1 | –   | 1–0 |
| Midtjylland    | 1–4 | 1–1 | 1–0 | –   |

#### Grupo E
| Pos. | Equipe         | Pts | J | V | E | D | GP | GC | SG |
| ---- | -------------- | --- | - | - | - | - | -- | -- | -- |
| 1    | Rapid Viena    | 15  | 6 | 5 | 0 | 1 | 10 | 6  | +4 |
| 2    | Villarreal     | 13  | 6 | 4 | 1 | 1 | 12 | 6  | +6 |
| 3    | Viktoria Plzeň | 4   | 6 | 1 | 1 | 4 | 8  | 10 | –2 |
| 4    | Dinamo Minsk   | 3   | 6 | 1 | 0 | 5 | 3  | 11 | –8 |

|                | VIL | VIK | RAP | DIN |
| -------------- | --- | --- | --- | --- |
| Villarreal     | –   | 1–0 | 1–0 | 4–0 |
| Viktoria Plzeň | 3–3 | –   | 1–2 | 2–0 |
| Rapid Viena    | 2–1 | 3–2 | –   | 2–1 |
| Dinamo Minsk   | 1–2 | 1–0 | 0–1 | –   |

#### Grupo F
| Pos. | Equipe                 | Pts | J | V | E | D | GP | GC | SG |
| ---- | ---------------------- | --- | - | - | - | - | -- | -- | -- |
| 1    | Sporting de Braga      | 13  | 6 | 4 | 1 | 1 | 7  | 4  | +3 |
| 2    | Olympique de Marseille | 12  | 6 | 4 | 0 | 2 | 12 | 7  | +5 |
| 3    | Slovan Liberec         | 7   | 6 | 2 | 1 | 3 | 6  | 8  | -2 |
| 4    | Groningen              | 2   | 6 | 0 | 2 | 4 | 2  | 8  | –6 |

|                        | OLY | BRA | SLO | GRO |
| ---------------------- | --- | --- | --- | --- |
| Olympique de Marseille | –   | 1–0 | 0–1 | 2–1 |
| Sporting de Braga      | 3–2 | –   | 2–1 | 1–0 |
| Slovan Liberec         | 2–4 | 0–1 | –   | 1–1 |
| Groningen              | 0–3 | 0–0 | 0–1 | –   |

#### Grupo G
| Pos. | Equipe        | Pts | J | V | E | D | GP | GC | SG |
| ---- | ------------- | --- | - | - | - | - | -- | -- | -- |
| 1    | Lazio         | 14  | 6 | 4 | 2 | 0 | 13 | 6  | +7 |
| 2    | Saint-Étienne | 9   | 6 | 2 | 3 | 1 | 10 | 7  | +3 |
| 3    | Dnipro        | 7   | 6 | 2 | 1 | 3 | 6  | 8  | -2 |
| 4    | Rosenborg     | 2   | 6 | 0 | 2 | 4 | 4  | 12 | –8 |

|               | DNI | LAZ | SAI | ROS |
| ------------- | --- | --- | --- | --- |
| Dnipro        | –   | 1–1 | 0–1 | 3–0 |
| Lazio         | 3–1 | –   | 3–2 | 3–1 |
| Saint-Étienne | 3–0 | 1–1 | –   | 2–2 |
| Rosenborg     | 0–1 | 0–2 | 1–1 | –   |

#### Grupo H
| Pos. | Equipe           | Pts | J | V | E | D | GP | GC | SG |
| ---- | ---------------- | --- | - | - | - | - | -- | -- | -- |
| 1    | Lokomotiv Moscou | 11  | 6 | 3 | 2 | 1 | 12 | 7  | +5 |
| 2    | Sporting         | 10  | 6 | 3 | 1 | 2 | 14 | 11 | +3 |
| 3    | Beşiktaş         | 9   | 6 | 2 | 3 | 1 | 6  | 3  | +3 |
| 4    | Skënderbeu Korçë | 3   | 6 | 1 | 0 | 5 | 4  | 13 | –9 |

|                  | SPO | BES | LOK | SKE |
| ---------------- | --- | --- | --- | --- |
| Sporting         | –   | 3–1 | 1–3 | 5–1 |
| Beşiktaş         | 1–1 | –   | 1–1 | 2–0 |
| Lokomotiv Moscou | 2–4 | 1–1 | –   | 2–0 |
| Skënderbeu Korçë | 3–0 | 0–1 | 0–3 | –   |

#### Grupo I
| Pos. | Equipe      | Pts | J | V | E | D | GP | GC | SG |
| ---- | ----------- | --- | - | - | - | - | -- | -- | -- |
| 1    | Basel       | 11  | 6 | 4 | 1 | 1 | 10 | 5  | +5 |
| 2    | Fiorentina  | 10  | 6 | 3 | 1 | 2 | 11 | 6  | +5 |
| 3    | Lech Poznań | 5   | 6 | 1 | 2 | 3 | 2  | 6  | -4 |
| 4    | Belenenses  | 5   | 6 | 1 | 2 | 3 | 2  | 8  | -6 |

|             | BAS | FIO | LEC | BEL |
| ----------- | --- | --- | --- | --- |
| Basel       | –   | 2–2 | 2–0 | 1–2 |
| Fiorentina  | 1–2 | –   | 1–2 | 1–0 |
| Lech Poznań | 0–1 | 0–2 | –   | 0–0 |
| Belenenses  | 0–2 | 0–4 | 0–0 | –   |

#### Grupo J
| Pos. | Equipe     | Pts | J | V | E | D | GP | GC | SG |
| ---- | ---------- | --- | - | - | - | - | -- | -- | -- |
| 1    | Tottenham  | 13  | 6 | 4 | 1 | 1 | 12 | 6  | +6 |
| 2    | Anderlecht | 10  | 6 | 3 | 1 | 2 | 8  | 6  | +2 |
| 3    | Monaco     | 6   | 6 | 1 | 3 | 2 | 5  | 9  | -4 |
| 4    | Qarabağ    | 4   | 6 | 1 | 1 | 4 | 4  | 8  | -4 |

|            | TOT | AND | MON | QAR |
| ---------- | --- | --- | --- | --- |
| Tottenham  | –   | 2–1 | 4–1 | 3–1 |
| Anderlecht | 2–1 | –   | 1–1 | 2–1 |
| Monaco     | 1–1 | 0–2 | –   | 1–0 |
| Qarabağ    | 0–1 | 1–0 | 1–1 | –   |

#### Grupo K
| Pos. | Equipe           | Pts | J | V | E | D | GP | GC | SG  |
| ---- | ---------------- | --- | - | - | - | - | -- | -- | --- |
| 1    | Schalke 04       | 14  | 6 | 4 | 2 | 0 | 15 | 3  | +12 |
| 2    | Sparta Praga     | 12  | 6 | 3 | 3 | 0 | 10 | 5  | +5  |
| 3    | Asteras Tripolis | 4   | 6 | 1 | 1 | 4 | 4  | 12 | -8  |
| 4    | APOEL            | 3   | 6 | 1 | 0 | 5 | 3  | 12 | -9  |

|                  | SCH | APO | SPA | AST |
| ---------------- | --- | --- | --- | --- |
| Schalke 04       | –   | 1–0 | 2–2 | 4–0 |
| APOEL            | 0–3 | –   | 1–3 | 2–1 |
| Sparta Praga     | 1–1 | 2–0 | –   | 1–0 |
| Asteras Tripolis | 0–4 | 2–0 | 1–1 | –   |

#### Grupo L
| Pos. | Equipe          | Pts | J | V | E | D | GP | GC | SG |
| ---- | --------------- | --- | - | - | - | - | -- | -- | -- |
| 1    | Athletic Bilbao | 13  | 6 | 4 | 1 | 1 | 16 | 8  | +8 |
| 2    | Augsburg        | 9   | 6 | 3 | 0 | 3 | 12 | 11 | +1 |
| 3    | Partizan        | 9   | 6 | 3 | 0 | 3 | 10 | 14 | –4 |
| 4    | AZ Alkmaar      | 4   | 6 | 1 | 1 | 4 | 8  | 13 | -5 |

|                 | ATH | AZA | AUG | PAR |
| --------------- | --- | --- | --- | --- |
| Athletic Bilbao | –   | 2–2 | 3–1 | 5–1 |
| AZ Alkmaar      | 2–1 | –   | 0–1 | 1–2 |
| Augsburg        | 2–3 | 4–1 | –   | 1–3 |
| Partizan        | 0–2 | 3–2 | 1–3 | –   |

## Fase final
Nas fases finais, as equipes classificadas jogam em partidas eliminatórias de ida e volta, exceto no jogo final.

### Equipes classificadas
| Chave de cores                                   |
| ------------------------------------------------ |
| Cabeças de chave para a fase de 16-avos de final |
| Não cabeças de chave a fase de 16-avos de final  |

#### Fase de grupos da Liga Europa
| Grupo | Vencedores        | Vices                  |
| ----- | ----------------- | ---------------------- |
| A     | Molde             | Fenerbahçe             |
| B     | Liverpool         | Sion                   |
| C     | Krasnodar         | Borussia Dortmund      |
| D     | Napoli            | Midtjylland            |
| E     | Rapid Viena       | Villarreal             |
| F     | Sporting de Braga | Olympique de Marseille |
| G     | Lazio             | Saint-Étienne          |
| H     | Lokomotiv Moscou  | Sporting               |
| I     | Basel             | Fiorentina             |
| J     | Tottenham         | Anderlecht             |
| K     | Schalke 04        | Sparta Praga           |
| L     | Athletic Bilbao   | Augsburg               |

#### Fase de grupos da Liga dos Campeões
| Grupo | Equipa            | Pts | J | V | E | D | GM | GS | DG |
| ----- | ----------------- | --- | - | - | - | - | -- | -- | -- |
| G     | Porto             | 10  | 6 | 3 | 1 | 2 | 9  | 8  | +1 |
| F     | Olympiacos        | 9   | 6 | 3 | 0 | 3 | 6  | 13 | –7 |
| B     | Manchester United | 8   | 6 | 2 | 2 | 2 | 7  | 7  | 0  |
| E     | Bayer Leverkusen  | 6   | 6 | 1 | 3 | 2 | 13 | 12 | +1 |
| D     | Sevilla           | 6   | 6 | 2 | 0 | 4 | 8  | 11 | –3 |
| H     | Valencia          | 6   | 6 | 2 | 0 | 4 | 5  | 9  | –4 |
| C     | Galatasaray       | 5   | 6 | 1 | 2 | 3 | 6  | 10 | –4 |
| A     | Shakhtar Donetsk  | 3   | 6 | 1 | 0 | 5 | 7  | 14 | –7 |

### Esquema
| Dezesseis-avos         | Dezesseis-avos | Dezesseis-avos | Dezesseis-avos |  |                   | Oitavas-de-finais    | Oitavas-de-finais | Oitavas-de-finais | Oitavas-de-finais |  |  | Quartas-de-finais | Quartas-de-finais | Quartas-de-finais | Quartas-de-finais |  |  | Semi-finais      | Semi-finais | Semi-finais | Semi-finais |  |  | Finais    | Finais |
|                        |                |                |                |  |                   |                      |                   |                   |                   |  |  |                   |                   |                   |                   |  |  |                  |             |             |             |  |  |           |        |
| Villarreal             | 1              | 1              | 2              |  |                   |                      |                   |                   |                   |  |  |                   |                   |                   |                   |  |  |                  |             |             |             |  |  |           |        |
| Napoli                 | 0              | 1              | 1              |  |                   | Villarreal           | 2                 | 0                 | 2                 |  |  |                   |                   |                   |                   |  |  |                  |             |             |             |  |  |           |        |
| Sporting               | 0              | 1              | 1              |  | Bayer Leverkusen  | 0                    | 0                 | 0                 |                   |  |  |                   |                   |                   |                   |  |  |                  |             |             |             |  |  |           |        |
| Bayer Leverkusen       | 1              | 3              | 4              |  |                   |                      |                   |                   |                   |  |  | Villarreal        | 2                 | 4                 | 6                 |  |  |                  |             |             |             |  |  |           |        |
| Sparta Praga           | 1              | 3              | 4              |  |                   |                      |                   |                   |                   |  |  | Sparta Praga      | 1                 | 2                 | 3                 |  |  |                  |             |             |             |  |  |           |        |
| Krasnodar              | 0              | 0              | 0              |  |                   | Sparta Praga         | 1                 | 3                 | 4                 |  |  |                   |                   |                   |                   |  |  |                  |             |             |             |  |  |           |        |
| Galatasaray            | 1              | 1              | 2              |  | Lazio             | 1                    | 0                 | 1                 |                   |  |  |                   |                   |                   |                   |  |  |                  |             |             |             |  |  |           |        |
| Lazio                  | 1              | 3              | 4              |  |                   |                      |                   |                   |                   |  |  |                   |                   |                   |                   |  |  | Villarreal       | 1           | 0           | 1           |  |  |           |        |
| Borussia Dortmund      | 2              | 1              | 3              |  |                   |                      |                   |                   |                   |  |  |                   |                   |                   |                   |  |  | Liverpool        | 0           | 3           | 3           |  |  |           |        |
| Porto                  | 0              | 0              | 0              |  |                   | Borussia Dortmund    | 3                 | 2                 | 5                 |  |  |                   |                   |                   |                   |  |  |                  |             |             |             |  |  |           |        |
| Fiorentina             | 1              | 0              | 1              |  | Tottenham         | 0                    | 1                 | 1                 |                   |  |  |                   |                   |                   |                   |  |  |                  |             |             |             |  |  |           |        |
| Tottenham              | 1              | 3              | 4              |  |                   |                      |                   |                   |                   |  |  | Borussia Dortmund | 1                 | 3                 | 4                 |  |  |                  |             |             |             |  |  |           |        |
| Augsburg               | 0              | 0              | 0              |  |                   |                      |                   |                   |                   |  |  | Liverpool         | 1                 | 4                 | 5                 |  |  |                  |             |             |             |  |  |           |        |
| Liverpool              | 0              | 1              | 1              |  |                   | Liverpool            | 2                 | 1                 | 3                 |  |  |                   |                   |                   |                   |  |  |                  |             |             |             |  |  |           |        |
| Midtjylland            | 2              | 1              | 3              |  | Manchester United | 0                    | 1                 | 1                 |                   |  |  |                   |                   |                   |                   |  |  |                  |             |             |             |  |  |           |        |
| Manchester United      | 1              | 5              | 6              |  |                   |                      |                   |                   |                   |  |  |                   |                   |                   |                   |  |  |                  |             |             |             |  |  | Liverpool | 1      |
| Fenerbahçe             | 2              | 1              | 3              |  |                   |                      |                   |                   |                   |  |  |                   |                   |                   |                   |  |  |                  |             |             |             |  |  | Sevilla   | 3      |
| Lokomotiv Moscou       | 0              | 1              | 1              |  |                   | Fenerbahçe           | 1                 | 1                 | 2                 |  |  |                   |                   |                   |                   |  |  |                  |             |             |             |  |  |           |        |
| Sion                   | 1              | 2              | 3              |  | Sporting de Braga | 0                    | 4                 | 4                 |                   |  |  |                   |                   |                   |                   |  |  |                  |             |             |             |  |  |           |        |
| Sporting de Braga      | 2              | 2              | 4              |  |                   |                      |                   |                   |                   |  |  | Sporting de Braga | 1                 | 0                 | 1                 |  |  |                  |             |             |             |  |  |           |        |
| Shakhtar Donetsk       | 0              | 3              | 3              |  |                   |                      |                   |                   |                   |  |  | Shakhtar Donetsk  | 2                 | 4                 | 6                 |  |  |                  |             |             |             |  |  |           |        |
| Schalke 04             | 0              | 0              | 0              |  |                   | Shakhtar Donetsk     | 3                 | 1                 | 4                 |  |  |                   |                   |                   |                   |  |  |                  |             |             |             |  |  |           |        |
| Anderlecht             | 1              | 2              | 3              |  | Anderlecht        | 1                    | 0                 | 1                 |                   |  |  |                   |                   |                   |                   |  |  |                  |             |             |             |  |  |           |        |
| Olympiacos             | 0              | 1              | 1              |  |                   |                      |                   |                   |                   |  |  |                   |                   |                   |                   |  |  | Shakhtar Donetsk | 2           | 1           | 3           |  |  |           |        |
| Olympique de Marseille | 0              | 1              | 1              |  |                   |                      |                   |                   |                   |  |  |                   |                   |                   |                   |  |  | Sevilla          | 2           | 3           | 5           |  |  |           |        |
| Athletic Bilbao        | 1              | 1              | 2              |  |                   | Athletic Bilbao (gf) | 1                 | 1                 | 2                 |  |  |                   |                   |                   |                   |  |  |                  |             |             |             |  |  |           |        |
| Valencia               | 6              | 4              | 10             |  | Valencia          | 0                    | 2                 | 2                 |                   |  |  |                   |                   |                   |                   |  |  |                  |             |             |             |  |  |           |        |
| Rapid Viena            | 0              | 0              | 0              |  |                   |                      |                   |                   |                   |  |  | Athletic Bilbao   | 1                 | 2                 | 3 (4)             |  |  |                  |             |             |             |  |  |           |        |
| Saint-Étienne          | 3              | 1              | 4              |  |                   |                      |                   |                   |                   |  |  | Sevilla (pen)     | 2                 | 1                 | 3 (5)             |  |  |                  |             |             |             |  |  |           |        |
| Basel (gf)             | 2              | 2              | 4              |  |                   | Basel                | 0                 | 0                 | 0                 |  |  |                   |                   |                   |                   |  |  |                  |             |             |             |  |  |           |        |
| Sevilla                | 3              | 0              | 3              |  | Sevilla           | 0                    | 3                 | 3                 |                   |  |  |                   |                   |                   |                   |  |  |                  |             |             |             |  |  |           |        |
| Molde                  | 0              | 1              | 1              |  |                   |                      |                   |                   |                   |  |  |                   |                   |                   |                   |  |  |                  |             |             |             |  |  |           |        |

Nota: O esquema usado a cima é usado somente para uma visualização melhor dos confrontos. Todos os confrontos desta fase são sorteados e não seguem a ordem mostrada.

### Fase de 16-avos
As partidas de ida foram realizadas dias 16 e 18 de Fevereiro e as partidas de volta foram realizadas dias 24 e 25 de Fevereiro de 2016.
| Equipe 1               | Total     | Equipe 2          | 1.º jogo | 2.º jogo |
| ---------------------- | --------- | ----------------- | -------- | -------- |
| Valencia               | 10–0      | Rapid Viena       | 6–0      | 4–0      |
| Fiorentina             | 1–4       | Tottenham         | 1–1      | 0–3      |
| Borussia Dortmund      | 3–0       | Porto             | 2–0      | 1–0      |
| Fenerbahçe             | 3–1       | Lokomotiv Moscou  | 2–0      | 1–1      |
| Anderlecht             | 3–1 (pro) | Olympiacos        | 1–0      | 2–1      |
| Midtjylland            | 3–6       | Manchester United | 2–1      | 1–5      |
| Augsburg               | 0–1       | Liverpool         | 0–0      | 0–1      |
| Sparta Praga           | 4–0       | Krasnodar         | 1–0      | 3–0      |
| Galatasaray            | 2–4       | Lazio             | 1–1      | 1–3      |
| Sion                   | 3–4       | Sporting de Braga | 1–2      | 2–2      |
| Shakhtar Donetsk       | 3–0       | Schalke 04        | 0–0      | 3–0      |
| Olympique de Marseille | 1–2       | Athletic Bilbao   | 0–1      | 1–1      |
| Sevilla                | 3–1       | Molde             | 3–0      | 0–1      |
| Sporting               | 1–4       | Bayer Leverkusen  | 0–1      | 1–3      |
| Villarreal             | 2–1       | Napoli            | 1–0      | 1–1      |
| Saint-Étienne          | 4–4 (g.f) | Basel             | 3–2      | 1–2      |

### Oitavas-de-final
O sorteio para esta fase ocorreu dia 26 de fevereiro de 2016 em Nyon.

As partidas de ida serão realizadas em dia 10 de março, e as partidas de volta serão realizadas em 17 de março de 2016.
| Equipe 1          | Total     | Equipe 2          | 1.º jogo | 2.º jogo |
| ----------------- | --------- | ----------------- | -------- | -------- |
| Shakhtar Donetsk  | 4–1       | Anderlecht        | 3–1      | 1–0      |
| Basel             | 0–3       | Sevilla           | 0–0      | 0–3      |
| Villarreal        | 2–0       | Bayer Leverkusen  | 2–0      | 0–0      |
| Athletic Bilbao   | 2–2 (g.f) | Valencia          | 1–0      | 1–2      |
| Liverpool         | 3–1       | Manchester United | 2–0      | 1–1      |
| Sparta Praga      | 4–1       | Lazio             | 1–1      | 3–0      |
| Borussia Dortmund | 5–1       | Tottenham         | 3–0      | 2–1      |
| Fenerbahçe        | 2–4       | Sporting de Braga | 1–0      | 1–4      |

### Quartas-de-final
O sorteio das quartas-de-final será realizado em 18 de março de 2016, às 12h00 de Portugal Continental. 

A primeira partida será disputada no dia 7 de abril, e a segunda em 14 de abril de 2016.
| Equipe 1          | Total       | Equipe 2         | 1.º jogo | 2.º jogo |
| ----------------- | ----------- | ---------------- | -------- | -------- |
| Sporting de Braga | 1–6         | Shakhtar Donetsk | 1–2      | 0–4      |
| Villarreal        | 6–3         | Sparta Praga     | 2–1      | 4–2      |
| Athletic Bilbao   | 3–3 (4–5 p) | Sevilla          | 1–2      | 2–1      |
| Borussia Dortmund | 4–5         | Liverpool        | 1–1      | 3–4      |

### Semifinais
O sorteio para as semifinais e final (para determinar a equipe de "casa" para fins administrativos) será realizado em 15 de abril de 2016 em Nyon. 

A primeira partida será disputada no dia 28 de abril, e a segunda em 05 de maio de 2016.
| Equipe 1         | Total | Equipe 2  | 1.º jogo | 2.º jogo |
| ---------------- | ----- | --------- | -------- | -------- |
| Villarreal       | 1–3   | Liverpool | 1–0      | 0–3      |
| Shakhtar Donetsk | 3–5   | Sevilla   | 2–2      | 1–3      |

### Final
A final foi disputada no dia 18 de Maio de 2016, no St. Jakob-Park, em Basileia, Suíça.
| 18 de maio de 2016 | Liverpool     | 1 – 3     | Sevilla                     | St. Jakob-Park, Basileia                    |
| 20:45 (UTC+2)      | Sturridge 35' | Relatório | Gameiro 46' · Coke 64', 70' | Público: 34 429 Árbitro: SWE Jonas Eriksson |

## Premiação
| Liga Europa da UEFA de 2015–16 |
| Espanha                        |
| ------------------------------ |
| Sevilla Campeão (5º título)    |

## Estatísticas
Gols e assistências contabilizados a partir da fase de grupos, excluindo as fases de qualificação.
 Atualizado 18 de maio de 2016
| Pos. | Jogador           | Equipe            | Gols | Tempo Jogado |
| ---- | ----------------- | ----------------- | ---- | ------------ |
| 1    | Aritz Aduriz      | Athletic Bilbao   | 10   | 907'         |
| 2    | Cédric Bakambu    | Villarreal        | 9    | 942'         |
| 3    | Kevin Gameiro     | Sevilla           | 8    | 674'         |
| 3    | Aubameyang        | Borussia Dortmund | 8    | 772'         |
| 5    | Raúl Bobadilla    | Augsburg          | 6    | 412'         |
| 5    | Erik Lamela       | Tottenham         | 6    | 572'         |
| 7    | Abubakar Oumaru   | Partizan          | 5    | 331'         |
| 7    | Dries Mertens     | Napoli            | 5    | 417'         |
| 7    | José Callejón     | Napoli            | 5    | 448'         |
| 7    | Franco Di Santo   | Schalke 04        | 5    | 451'         |
| 7    | David Lafata      | Sparta Praga      | 5    | 558'         |
| 7    | Aleksandr Samedov | Lokomotiv Moscou  | 5    | 720'         |
| 7    | Marco Reus        | Borussia Dortmund | 5    | 742'         |
| 13   | Kris Commons      | Celtic            | 4    | 310'         |
| 13   | Fernandão         | Fenerbahçe        | 4    | 334'         |
| 13   | Manolo Gabbiadini | Napoli            | 4    | 367'         |
| 13   | Andrija Živković  | Partizan          | 4    | 441'         |
| 13   | F. Bernardeschi   | Fiorentina        | 4    | 470'         |
| 13   | Pione Sisto       | Midtjylland       | 4    | 480'         |
| 13   | G. N'Koudou       | O. de Marseille   | 4    | 516'         |
| 13   | Baye Oumar Niasse | Lokomotiv Moscou  | 4    | 529'         |
| 13   | Michy Batshuayi   | O. de Marseille   | 4    | 554'         |
| 13   | Frank Acheampong  | Anderlecht        | 4    | 558'         |

| Pos. | Jogador            | Equipe            | Assis. | Tempo Jogando |
| ---- | ------------------ | ----------------- | ------ | ------------- |
| 1    | Denis Suárez       | Villarreal        | 6      | 966'          |
| 2    | Bořek Dočkal       | Sparta Praga      | 5      | 1029'         |
| 3    | Son Heung-Min      | Tottenham         | 4      | 504'          |
| 3    | Nolan Roux         | Saint-Étienne     | 4      | 538'          |
| 3    | Vitolo             | Sevilla           | 4      | 634'          |
| 3    | Beñat Etxebarria   | Athletic Bilbao   | 4      | 733'          |
| 3    | Henrikh Mkhitaryan | Borussia Dortmund | 4      | 902'          |
| 3    | Rafa Silva         | Sporting de Braga | 4      | 1070'         |
| 9    | Santi Mina         | Valencia          | 3      | 180'          |
| 9    | Fredy Montero      | Sporting          | 3      | 359'          |
| 9    | Omar El Kaddouri   | Napoli            | 3      | 378'          |
| 9    | José Callejón      | Napoli            | 3      | 448'          |
| 9    | Baye Oumar Niasse  | Lokomotiv Moscou  | 3      | 529'          |
| 9    | Taison             | Shakhtar Donetsk  | 3      | 611'          |
| 9    | Marlos             | Shakhtar Donetsk  | 3      | 645'          |
| 9    | Martin Frýdek      | Sparta Praga      | 3      | 810'          |
| 9    | Roberto Firmino    | Liverpool         | 3      | 933'          |
| 9    | James Milner       | Liverpool         | 3      | 1013'         |
| 9    | Roberto Soldado    | Villarreal        | 3      | 1037'         |

### Hat-tricks
| Jogador         | Para              | Contra           | Resultado | Data                   | Ref.   |
| --------------- | ----------------- | ---------------- | --------- | ---------------------- | ------ |
| Franco Di Santo | Schalke 04        | Asteras Tripolis | 4–0       | 01 de outubro de 2015  | [ 11 ] |
| P. Aubameyang   | Borussia Dortmund | Gabala           | 1–3       | 22 de outubro de 2015  | [ 12 ] |
| Raúl Bobadilla  | Augsburg          | AZ Alkmaar       | 4–1       | 05 de novembro de 2015 | [ 13 ] |

## Ligações Externas
- «Site Oficial»